# India Catalina
India Catalina (c. 1495 — 1529) é uma das figuras indígenas mais importantes da história da Colômbia, conhecida por se relacionar com o conquistador espanhol Pedro de Heredia. Da etnia Calamari, foi uma das mulheres mais ricas e influentes na região da Cartagena das Índias, principalmente após sua catequização no departamento de Bolívar.
Ela foi raptada em 1509, quando tinha 14 anos, pelo conquistador Diego de Nicuesa em um povoamento conhecido como Galerazamba, atual Santa Catalina, pois os espanhóis desejavam desbravar o Golfo de Urabá. Depois disso, foi conduzido a Santo Domingo, onde adquiriu hábitos cristãos.
A Netiflix produziu uma série intitulada "India Catalina" que retrata o seu romance com o conquistador espanhol Pedro de Heredia.